# El Aguacate, Sahuayo
El Aguacate är en ort i Mexiko.   Den ligger i kommunen Sahuayo och delstaten Michoacán de Ocampo, i den centrala delen av landet, 400 km väster om huvudstaden Mexico City. El Aguacate ligger 1 620 meter över havet och antalet invånare är 112.
Terrängen runt El Aguacate är kuperad. Runt El Aguacate är det ganska tätbefolkat, med 248 invånare per kvadratkilometer. Närmaste större samhälle är Sahuayo de Morelos, 6,1 km öster om El Aguacate. I omgivningarna runt El Aguacate växer huvudsakligen savannskog.